# Centre d'assemblage de Michoud

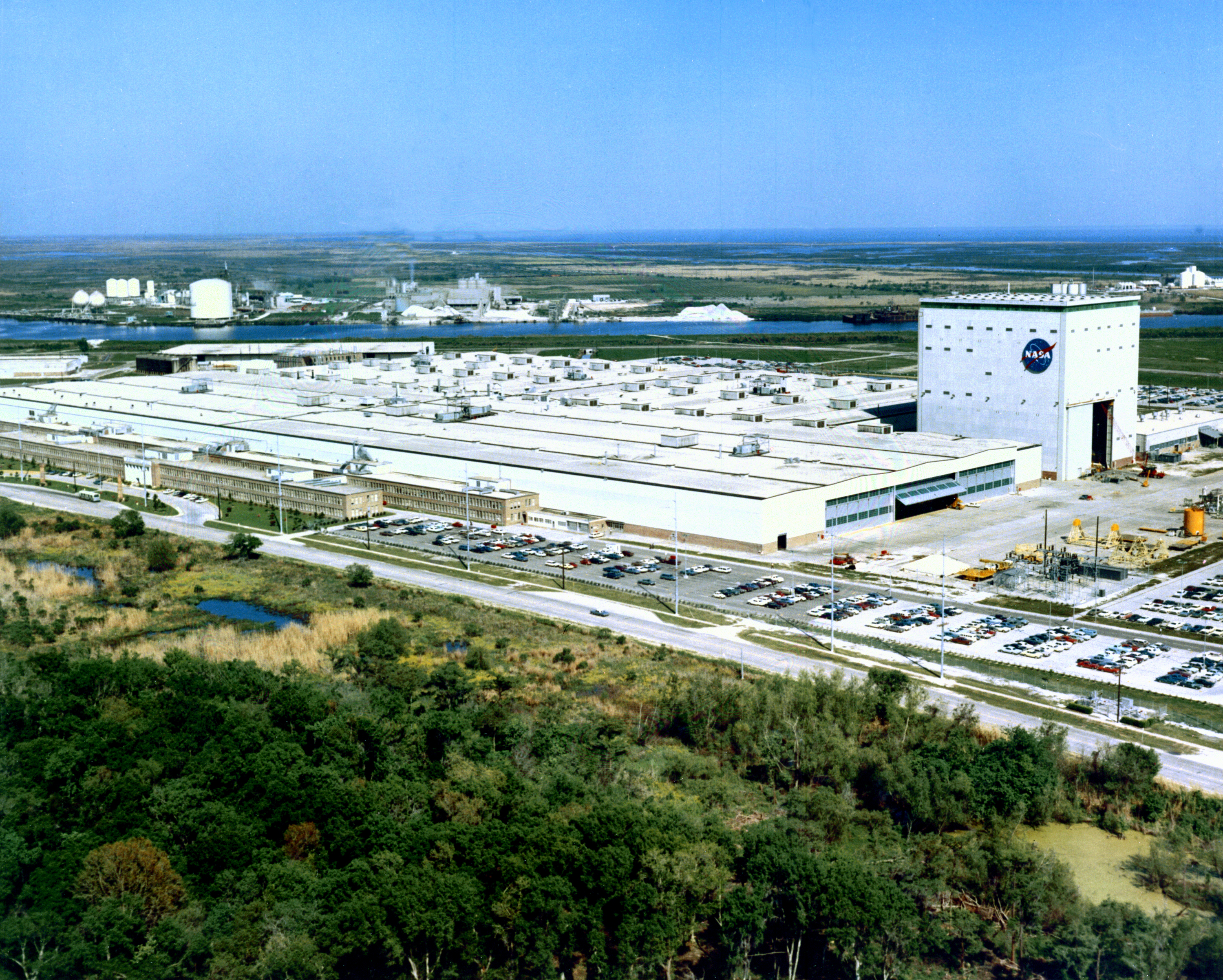
Centre d'assemblage Michoud en 1968

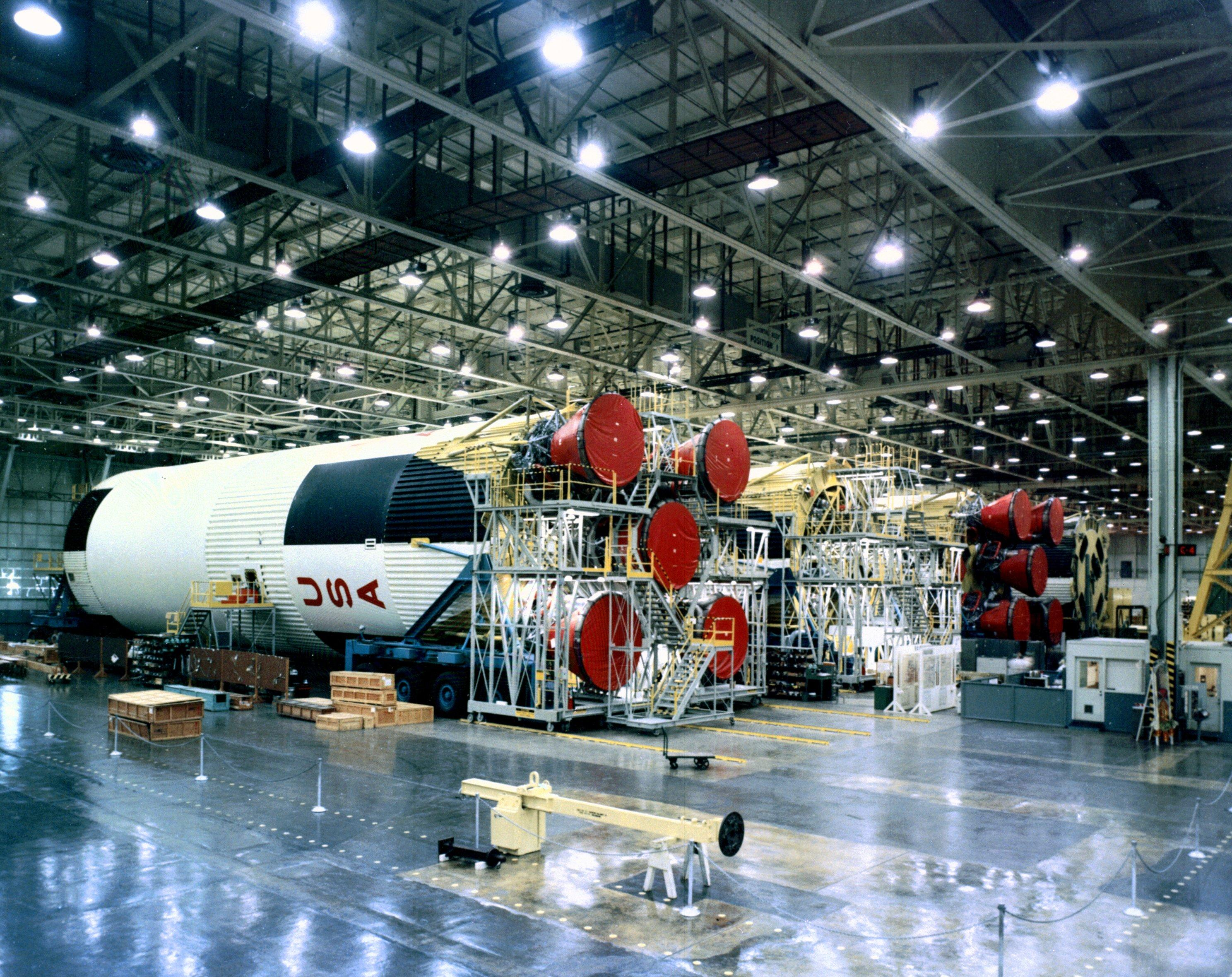
Etages de la fusée Saturn V en cours d'assemblage à Michoud.

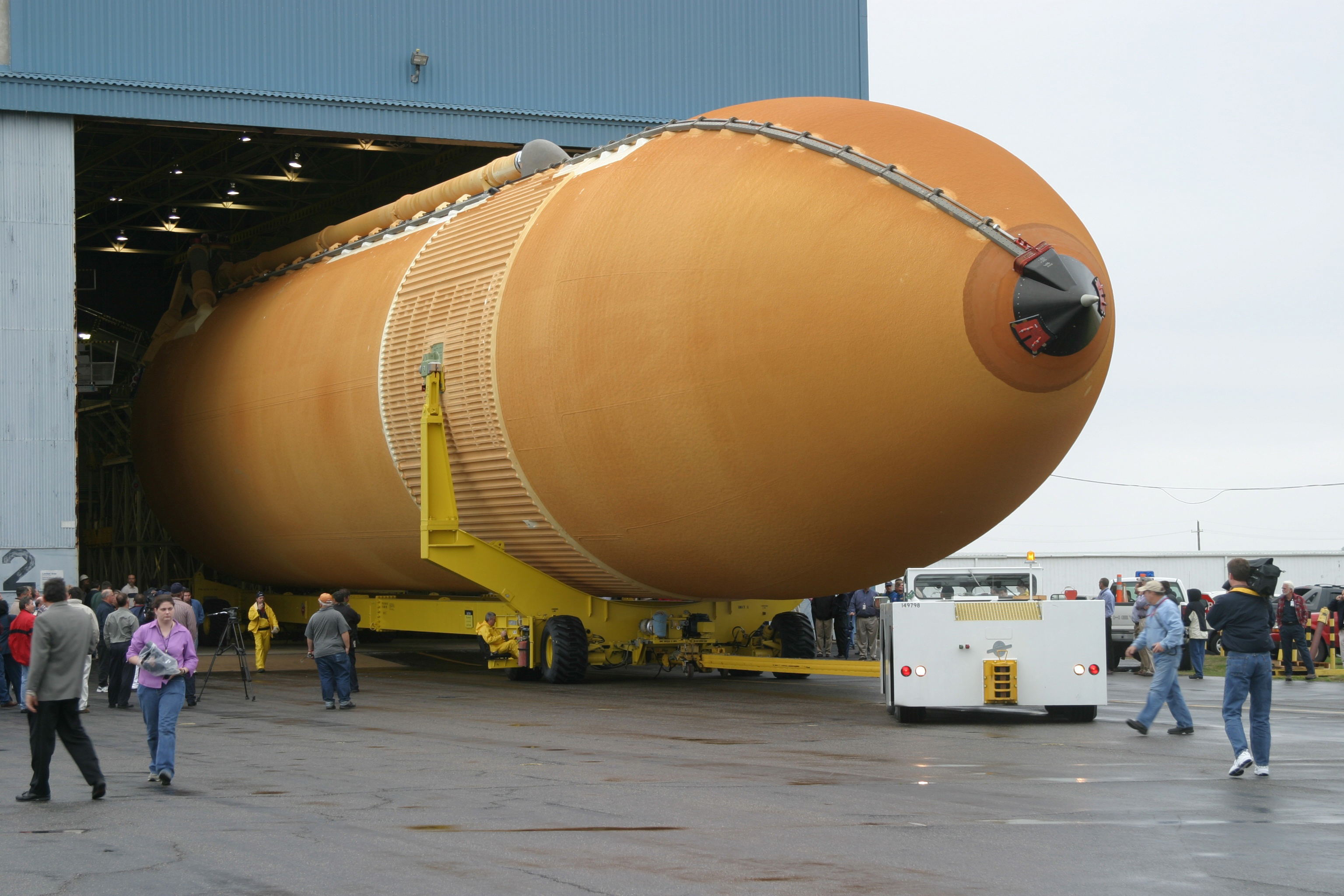
Sortie d'un réservoir externe de la navette spatiale américaine du centre d'assemblage Michoud

Le centre d'assemblage Michoud est un site de fabrication et d'assemblage de la NASA, situé 24 kilomètres à l'est de La Nouvelle-Orléans en Louisiane aux États-Unis.

## Historique
Cette usine est construite en 1940 dans le contexte de la Seconde Guerre mondiale pour construire en série des navires de type Liberty Ship. Elle est reconvertie pour assembler des avions cargo de type C-46, mais seulement deux exemplaires ont été construits lorsque la fin de la guerre interrompt sa production. L'usine reste pratiquement inactive jusqu'à la guerre de Corée. Elle est alors réactivée par la société Chrysler qui emploie 2000 personnes pour construire des moteurs de chars de combat destinés à l'Armée de Terre. L'usine est remise en sommeil en 1954 et son entretien coûte 140 000 US$ par an à l'État. En 1961, la NASA, qui est à la recherche d'un site pour construire le premier étage géant de sa fusée Saturn V, sélectionne l'usine qui présente de nombreux avantages : proximité d'une grande agglomération, proximité relative des principaux établissements de la NASA impliqués dans la construction et le lancement de la fusée (Cape Canaveral, Centre spatial Marshall), voie d'eau permettant de transporter jusqu'à la base de lancement l'étage aux dimensions incompatibles avec un transport routier ou ferroviaire. Le site a une superficie de 3,4 km2. Les constructeurs du premier étage, Chrysler et Boeing, disposent de 186 000 m2 de plancher pour les activités industrielles et de 68 000 m2 de bureau. Le bâtiment principal occupe une superficie de 17,4 hectares.
Après l'arrêt de la fabrication des fusées Saturn V, l'usine est utilisée pour la construction des réservoirs extérieurs de la navette spatiale américaine. Dans les années 2010/2020, elle est utilisée pour l'assemblage du premier étage du Space Launch System.